# Demetris Nichols
 Demetris Nichols  (* 4. September 1984) ist ein US-amerikanischer Basketballspieler. Er spielt bei Panathinaikos Athen auf der Position des Small Forward und Power Forward.

## Karriere

### College
Nach dem Besuch den High School auf Rhode Island ging Nichols zu Syracuse Orange von Syracuse University. In seinem letzten College jahr wurde er in das All-Big East First Team nominiert.

### Profi
Nichols wurde beim NBA-Draft 2007 als 53. von den Portland Trail Blazers ausgewählt und sofort im Tauschgeschäft an die New York Knicks weitergegeben. Sein Vertrag mit den Knicks wurde jedoch schon im Oktober 2007 aufgelöst und er unterschrieb bei den Cleveland Cavaliers. Nach nur drei Spielen für die Cavaliers wurde er im Dezember 2007 zu Chicago Bulls transferiert. Für Chicago spielte er insgesamt 11 NBA-Spiele. Parallel dazu wurde er bei den Iowa Energy in der D-League eingesetzt. In der Folgesaison bekam er nur wenige Minuten in 2 NBA-Spielen und musste wieder bei Iowa Energy spielen. Im Januar 2009 bekam er einen 10-Tages-Vertrag bei New York Knicks. Im März 2009 unterschrieb er beim französischen BCM Gravelines und blieb dort bis zum Sommer 2010. In der Folgezeit spielte er weiterhin in Frankreich, in der Saison 2010/11 bei JA Vichy und in der nächsten Saison bei Cholet Basket. Am Ende des Jahres 2012 ging Nichols zurück in die USA und spielte für Sioux Falls Skyforce in der D-League. Dort wurde er im Februar 2013 für das Prospects All-Star Team für das 2013 NBA D-League All-Star Game genannt. Für die Saison 2013/14 unterschrieb Nichols einen Vertrag beim russischen Krasnye Krylja Samara.

## Erfolge und Auszeichnungen
- Sieger der VTB United League 2015
- Griechischer Meister: 2017
- Griechischer Pokalsieger: 2017

### Persönliche Auszeichnungen
- Teilnehmer der D-League All-Star Game 2013